# Air Albania Stadium
Das Air Albania Stadium in Tirana, während der Bauzeit als Arena Kombëtare (deutsch National-Arena) bezeichnet, ist das größte Fußballstadion in Albanien. Es bietet 22.000 Zuschauern Platz und wurde im November 2019 eröffnet. Die Fußballarena ist die Heimspielstätte der albanischen Fußballnationalmannschaft und der Endspielort des nationalen Fußballpokals. Die Arena dient auch als Veranstaltungsort für außersportliche Veranstaltungen wie Konzerte und Parteikongresse. Das Finalspiel der UEFA Europa Conference League 2021/22 fand am 25. Mai 2022 im Air Albania Stadium statt.
Das Air Albania Stadium ersetzte das alte Nationalstadion, das Qemal-Stafa-Stadion. Es liegt im Süden der Stadt, östlich vom Mutter-Teresa-Platz.

## Gebäudekomplex

Der gesamte Gebäudekomplex

Der Rasen ist auf allen seiten von zwei-rängigen und überdachten Tribünen umgeben. Außen ist der Baukomplex achtkantig mit zwei langen, zwei schmalen sowie in den Ecken vier kurzen Fassaden, die alle nach innen gewölbt sind. Die Fassaden bestehen aus Glasfenstern und hervorstehenden Elementen, die wie Fensterläden wirken. Sie sind in schwarz und verschiedenen Rottönen gehalten, so dass sich zusammen mit dem dunklen Glas ein rot-schwarzes Bild ergibt, das an die Farben der Nationalflagge erinnert. Auch im Inneren dominieren die Farben rot und schwarz in  verschiedenen Abstufungen.
Auf der Westseite ist der Tribünenaufgang des Vorgängerbaus in die Fassade integriert.
Im Sockelbau sind auf allen Seiten Restaurants, Läden und Büroräumlichkeiten (erstes bis fünftes Geschoss) untergebracht. Beim sogenannten Arena Center handelt es sich aber nicht um ein herkömmliches Einkaufszentrum, da alle Geschäfte von außen zugänglich sind. Im ersten Stock im Westflügel beim Haupteingang ist ein kleines Museum des albanischen Fußballverbands untergebracht. Unter dem Stadion respektive dem Sheshi Italia, dem verkehrsfreien Platz vor dem Haupteingang, befindet sich ein Parkhaus.
Zum Gebäudekomplex gehört der 25 Stockwerke hohe Arena Center Tower, in dem sich ein Marriott-Hotel befindet. Das Hochhaus war bei der Fertigstellung mit 112 Metern das höchste Gebäude des Landes und das erste mit einer Höhe von mehr als 100 Metern. Im Mariott-Hotel fand am 6. Dezember 2022 die Westbalkan-Konferenz statt.

## Baugeschichte
Erste Pläne für ein neues Fußballstadion an der Stelle des bisherigen Qemal-Stafa-Stadions wurden bereits 2010 bekannt. Es wurden zwei Entwürfe vorgelegt. Beide wurden allerdings aufgrund fraglicher Finanzierbarkeit fallengelassen.
2016 kündigte der albanische Premierminister Edi Rama die Realisierung eines neuen Stadions an. Die Baukosten sollten sich auf 60 Mio. Euro belaufen, wovon 10 Mio. durch die UEFA und die restlichen 50 Mio. Euro von privaten Investoren getragen werden sollten. Die Kosten wurden am Schluss mit 75 Mio. Euro angegeben.

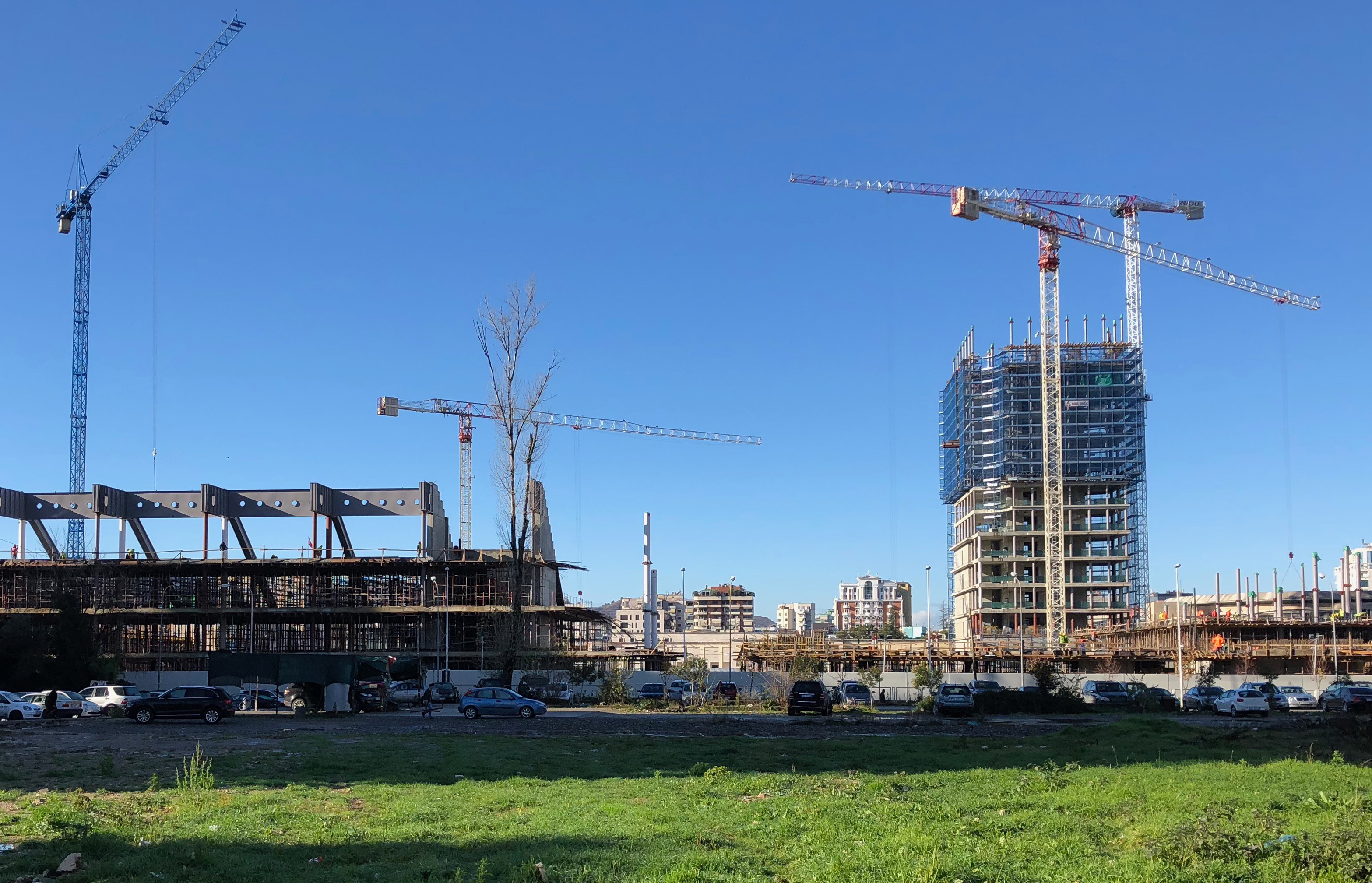
Bauarbeiten im Dezember 2017. Das Hochhaus soll ein Hotel beherbergen.

Das Qemal-Stafa-Stadion wurde im Juni 2016 geschlossen und abgerissen. Das neue Stadion sollte am 1. September 2018 eröffnet werden und bei Fußballspielen für 22.300 Zuschauer Platz bieten. Bei außersportlichen Veranstaltungen soll die Kapazität auf bis zu 30.000 Personen erhöht werden können. Vorgesehen war auch, dass das neue Nationalstadion Cafés, ein Pressezentrum und eine Ehrenhalle beherbergt. Das italienische Architekturbüro Archea Associati unter Marco Casamonti entwarf das Stadion. Es verantwortete u. a. den Umbau des Stadio Friuli in Udine.
Während der Bauarbeiten diente die frisch restaurierte Elbasan Arena, später auch das erneuerte Loro-Boriçi-Stadion in Shkodra als Ersatz für das Nationalstadion.
Die Fertigstellung verzögerte sich. Ein Termin im Frühjahr 2019 konnte nicht gehalten werden. Am 9. November 2019 wurde bekannt, dass das neue Stadion für eine Gebühr von 650.000 Euro pro Jahr für fünf Jahre nach der neuen Fluggesellschaft Air Albania benannt werden soll. Am 10. November 2019 hatte ein erstes Testspiel der Frauenmannschaft von Vllaznia Shkodra gegen Apolonia Fier im Rahmen der Meisterschaft der Frauen stattgefunden, das ursprünglich für den 3. November geplant gewesen war, aber aufgrund der andauernden Arbeiten nicht am geplanten Termin durchgeführt werden konnte.

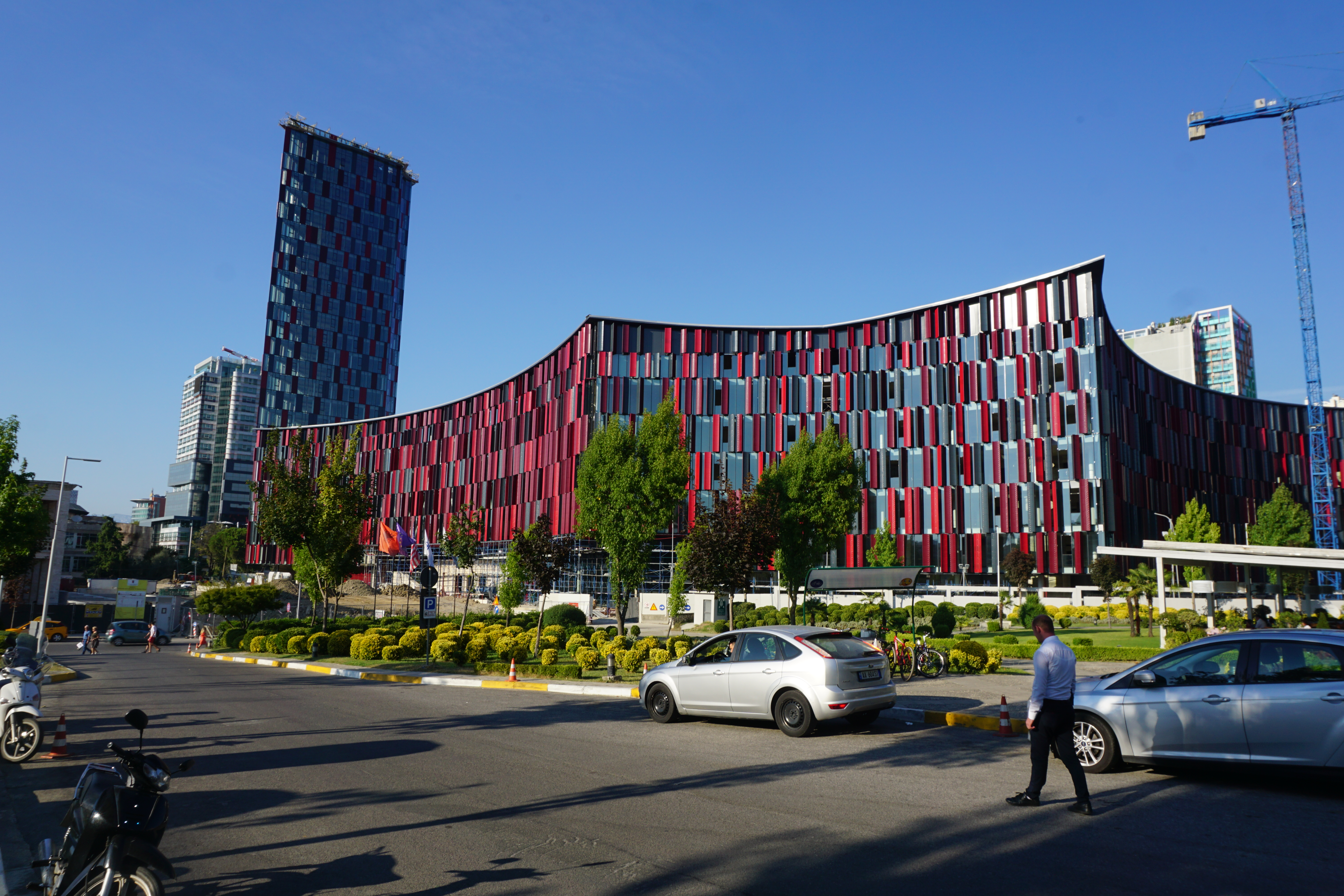
Das Stadion kurz vor Fertigstellung im Spätsommer 2019

Die offizielle Eröffnung fand schließlich am 17. November 2019 im Rahmen des Länderspiels gegen Frankreich im Rahmen der Qualifikation für die Europameisterschaft 2020 statt. Auch zu diesem Zeitpunkt wurde noch in und um das Stadion herum gebaut; die UEFA hatte aber drei Wochen zuvor die Arena freigegeben. Das Eröffnungsspiel ging für Albanien 0:2 verloren. Bei der Eröffnung anwesend war auch UEFA-Präsident Aleksander Čeferin.
Die Bauarbeiten rund um die Sportarena dauerten Ende 2021 noch an. Das Tirana Marriott Hotel eröffnete im Dezember 2022.